# Yealand Storrs
Yealand Storrs – osada w Anglii, w hrabstwie Lancashire, w dystrykcie Lancaster. Leży 87 km na północny zachód od miasta Manchester i 346 km na północny zachód od Londynu.